# سیتاوی
سیتاوی (به انگلیسی: Citavi) برنامه‌ای برای سازمان‌دهی منابع و مراجع مورد استفاده در هنگام نگارش متون علمی و تخصصی می‌باشد که توسط شرکت نرم‌افزار دانشگاهی سوئیس (Swiss Academic Software) در ودنسویل سوئیس منتشر شده‌است. سیتاوی به‌طور گسترده در آلمان، اتریش و سوئیس در اکثر دانشگاه‌ها در ارایه جلسات آموزشی استفاده می‌شود.

## محصولات
- سیتاوی فری: نسخهٔ رایگان این نرم‌افزار را می‌توان از وب سایت این شرکت دانلود کرد با این حال این نسخه دارای محدودیت ۱۰۰ مرجع یا رفرنس برای هر پروژه می‌باشد.
- سیتاوی دارای مجوز: نسخه‌ای که دارای مجوز (لیسانس) می‌باشد و فاقد محدودیت نسخهٔ سیتاوی فری می‌باشد.
- سیتاوی برای سرور: نسخه‌ای که برای موسسات و کمپانی‌ها تهیه شده‌است تا قادر باشند اطلاعات پروژهٔ خود را بر روی سرور اس کیو ال در شبکهٔ اینترانت خود ذخیره نمایند.

## سازگاری
سیتاوی می‌تواند داده‌های خود را به فرمت‌های مختلفی ذخیره نماید به طوری سایر نرم‌افزارهای ارجاع دهی (اندنوت، مندلی، پروسایت، رفرنس منیجر، رف‌مد، رف‌وورکس، زوترو و غیره) نیز بتوانند از این داده‌ها استفاده نمایند. همچنین این توانایی سیتاوی در ورود داده با فرمتهای مختلف از نرم‌افزارهای دیگر نیز وجود دارد.